# Stelling van de eindeloos typende apen

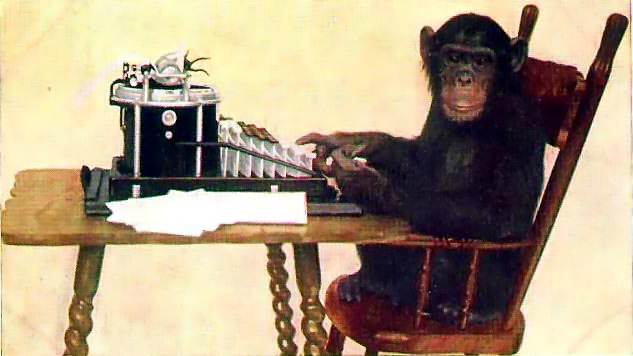
In theorie kan deze chimpansee een meesterwerk schrijven, indien hij daar maar lang genoeg de tijd voor krijgt.

De stelling van de eindeloos typende apen is een theoretische stelling die inhoudt dat, indien men er maar lang genoeg de tijd voor neemt, een aap die onafhankelijk van elkaar willekeurige tekentoetsen (inclusief spatietoets) intikt op een schrijfmachine, bijna zeker (dat wil zeggen met kans  1) vanaf enig punt een kopie van een volledig werk van William Shakespeare produceert. De aap staat in deze stelling symbool voor elk soort dier of apparaat dat willekeurig steeds een tekentoets kiest. In de diverse varianten van de stelling variëren het aantal apen en de lengte en complexiteit van de te schrijven tekst.
De theorie zelf is al terug te voeren tot Aristoteles' De generatione et corruptione en Cicero's De natura deorum. In de vroege 20e eeuw gebruikten Émile Borel en Arthur Eddington de stelling als voorbeeld voor de tijdschaal van statistische thermodynamica.

## Bewijs
Er is een simpel bewijs voor deze stelling. Indien twee gebeurtenissen onafhankelijk van elkaar zijn (dat wil zeggen, of de ene gebeurtenis al dan niet plaatsvindt heeft geen invloed op het al dan niet plaatsvinden van de andere gebeurtenis), kan de kans dat beide gebeurtenissen daadwerkelijk plaatsvinden worden berekend uit het product van de kansen dat een van beide plaatsvindt. Bijvoorbeeld: indien de kans dat het op een bepaalde dag gaat regenen in Amsterdam 0,3 is en de kans dat er een aardbeving plaatsvindt in San Francisco op diezelfde dag is 0,000 008, dan is de kans dat beide gebeurtenissen op dezelfde dag plaatsvinden 0,3 × 0,000 008 = 0,000 002 4.
Voor een schrijfmachine met 50 toetsen is voor elk van de toetsen de kans 1/50 dat deze toets bij willekeurig indrukken gekozen wordt. De kans {\displaystyle p} dat bij het willekeurig intoetsen van de knoppen het woord 'banaan' geschreven wordt, is dus:
{\displaystyle p={\tfrac {1}{50^{6}}}},
want elk van de 6 letters wordt onafhankelijk van de andere met kans 1/50 gekozen. Deze kans is kleiner dan 1 op 15 miljard. De kans dat de eerste zes letters juist niet het woord 'banaan' vormen is dan
{\displaystyle q=1-p=1-{\tfrac {1}{50^{6}}}}
Dat is weliswaar bijna gelijk aan 1, maar iets kleiner. Voor {\displaystyle n} niet overlappende blokken van 6 letters is de kans {\displaystyle q_{n}} dat in geen van deze blokken het woord  'banaan' staat:
{\displaystyle q_{n}=\left(1-{\tfrac {1}{50^{6}}}\right)^{n}}
Naarmate {\displaystyle n} toeneemt, wordt {\displaystyle q_{n}} kleiner. Voor een miljoen blokken ({\displaystyle n=10^{6}}) van 6 letters is {\displaystyle q_{n}\approx 0{,}9999}, dat wil zeggen, dat de kans dat het woord 'banaan' niet in een blok staat nog 99,99% is. Maar voor 10 miljard blokken ({\displaystyle n=10^{10}} is {\displaystyle q_{n}\approx 0{,}53}. Met toenemend aantal blokken {\displaystyle n} wordt {\displaystyle q_{n}} steeds kleiner, zodat het bij oneindig veel blokken bijna zeker is dat een van deze blokken het woord 'banaan' oplevert. Dit geldt dus ook zonder de restrictie dat het woord begint op de eerste positie van een blok.
Om bijvoorbeeld een kans van meer dan 90% te hebben dat in een van de blokken het woord 'banaan' staat, moet 
{\displaystyle q_{n}\leq 0{,}10}
Dat houdt in dat:
{\displaystyle n\cdot \log \left(1-{\tfrac {1}{50^{6}}}\right)\leq \log(0{,}10)=-1},
dus
{\displaystyle n\geq {\frac {1}{-\log(1-{\tfrac {1}{50^{6}}})}}\geq 35.977.876.618\approx 3{,}6\cdot 10^{10}}
Analoog geldt dat indien men een oneindig aantal apen zou nemen, bijna zeker ten minste een van hen direct vanaf de eerste toetsaanslag het werk van Shakespeare typt.

## Kansen
Er is een kans van 1 op 26 dat een aap de eerste letter van de tekst van bijvoorbeeld Hamlet, teruggebracht tot enkel de letters door leestekens en spaties weg te laten, correct typt. De kans dat hij de eerste twee letters correct typt is dan 1 op 676 (26 × 26). Per letter neemt de kans dat de correcte letter aangeslagen wordt exponentieel af. Na 20 letters is de kans al gekrompen tot 1 op de 2620 = 19.928.148.895.209.409.152.340.197.376 (bijna 2 × 1028). De kans dat de gehele tekst van Hamlet correct getypt wordt door enkel willekeurig letters te kiezen is zo klein, dat deze niet in voor mensen bekende termen te omschrijven valt. De tekst van Hamlet bevat ongeveer 130.000 letters. Dat geeft een kans van 1 op de 3,4 × 10183.946 dat een aap het hele werk correct schrijft. Overigens, de kans dat de aap de Hamlet correct uittypt tot precies het midden van de tekst en vervolgens weer achteruit tot aan de eerste letter toe is even groot. En dat de tekst halverwege overgaat in een serie foutloze citaten uit de Pensées van Pascal ook.
Indien ieder proton in het universum zo'n hypothetische aap-met-schrijfmachine zou zijn, en zij vanaf de oerknal tot aan het einde van het universum non-stop met een snelheid van 2000 tekens per minuut zouden typen, dan zouden er 10360,641 universa gevuld met deze proton-apen nodig zijn voor een kans van 1 op een biljoen dat de tekst van Hamlet (zonder leestekens) correct wordt getypt.

## Test met echte apen
In 2003 deden leraren en studenten van de Universiteit van Plymouth MediaLab Arts een test met echte apen. Ze zetten gedurende een maand een toetsenbord in de nabijheid van zes kuifmakaken in de Paignton Zoo. In totaal leverde dit slechts vijf pagina’s aan tekens op, met name de letter S. Volgens de opzichters in de dierentuin had het experiment weinig wetenschappelijke waarde, behalve dan dat het aantoonde dat de stelling van de eindeloos typende apen niet helemaal waterdicht is. Volgens de onderzoekers toonde het experiment echter wel aan dat apen niet altijd willekeurig knoppen indrukken. Zodra ze ontdekten dat hun actie iets teweegbracht op het computerscherm kregen ze belangstelling voor een of twee bepaalde knoppen.

## In media
De stelling van de eindeloos typende apen is een favoriet onderwerp in veel media en popcultuur, met name als demonstratie van kansrekening:
- Er komt een referentie naar de stelling naar voren in het Transgalactisch Liftershandboek, waarin door toedoen van de oneindige-onwaarschijnlijkheidsaandrijving de personages geconfronteerd worden met een oneindig aantal apen die hun eigen script van Hamlet hebben geschreven.[5]
- In de The Simpsons-aflevering Last Exit to Springfield probeert Montgomery Burns een nieuwe roman te ontwikkelen door 1000 apen op schrijfmachines willekeurig letters in te laten toetsen.
- In zijn kortverhaal Inflexible Logic (1940) drijft Russell Maloney het principe van de eindeloos typende apen op de spits. Hij zet letterlijk een dozijn chimpansees aan typemachines en ze schrijven enkel foutloze wereldklassiekers. Al is dat natuurlijk erg bizar, volgens kansrekening is het perfect mogelijk dat je bij een klein aantal proeven een onevenwichtige uitslag krijgt. Doordat er geen enkele nonsenstekst tussen de schrijfproducten van de chimpansees zit, wordt een van de wetenschappers tot wanhoop gedreven.[6]
- In zijn kortverhaal Been a Long, Long Time (1970) illustreert R.A. Lafferty de stelling op de hem eigen wijze.[7]
- In The Ricky Gervais Show probeert Stephen Merchant de theorie aan Karl Pilkington uit te leggen, wat leidt tot een hevige discussie tussen Ricky Gervais en Karl Pilkington.[8]
- Feitelijk hetzelfde principe komt naar voren in Het oneindige verhaal van Michael Ende, waar bij het "Toevalsspel" wordt geprobeerd om met dobbelstenen waarop aan alle zes de kanten letters staan, woorden te vormen. Er wordt gesteld dat als je eeuwig hiermee doorgaat, alle mogelijke woorden en zinnen en alle verhalen die ooit kunnen worden verteld helemaal vanzelf ontstaan. De bedenker van het spel, Argax, is toevalligerwijs een aap, die het spel laat spelen door mensen die hun geheugen kwijt zijn.
- In de roman Aap in pak (2023) van Nicky Runge wordt de theorie uitgelegd om de willekeurigheid van de mens (als extensie van de aap) aan te tonen.[9]